# Aleksandra Jacher-Tyszko
Aleksandra Jacher-Tyszko (ur. 1925, zm. 3 stycznia 2018) – polska muzealniczka, socjolog i etnografka, badaczka sztuki ludowej.

## Życiorys
Była absolwentką Uniwersytetu Jagiellońskiego. W latach 1951–1990 pracowała w Muzeum Etnograficznym w Krakowie. Po stażu naukowym w paryskim Musée de l’Homme oraz UNESCO, zorganizowała Dział Inwentaryzacji w Muzeum Etnograficznym w Krakowie, którego była kierownikiem oraz zorganizowała Gabinet Grafiki. Doprowadziła między innymi do opracowania materiałów historycznych dotyczących placówki i jej założyciela, a także historii Polskiego Towarzystwa Ludoznawczego, którego była aktywną działaczką. Była również organizatorką wystaw i autorką katalogów ikonografii ludowej w tym wystawy Matka Boska Częstochowska w sztuce ludowej i popularnej z 1983. Trzykrotnie piastowała funkcję prezesa Oddziału Krakowskiego Polskiego Towarzystwa Ludoznawczego, którego była członkiem honorowym. Była również członkiem Komisji Etnograficznej Oddziału Krakowskiego Polskiej Akademii Nauk. W dorobku miała kilkadziesiąt publikacji naukowych. W 2009 ukazały się opracowane przez nią pamiętniki rzeźbiarza ludowego Jana Lamęckiego pt. Rzeźby i pamiętniki.
Zmarła 3 stycznia 2018 i została pochowana na cmentarzu Rakowickim w Krakowie.

## Publikacje
- Polska grafika ludowa (Muzeum Etnograficzne, Kraków, 1970)
- Rzeźby i pamiętniki (Grafikon, Wadowice, 2009; ISBN 978-83-60817-36-0)
- Strój kielecki (Polskie Towarzystwo Ludoznawcze: Związek Spółdzielni Rękodzieła Ludowego i Artystycznego „Cepelia”, Wrocław, 1977)
- Stulecie Krakowskiego Oddziału Polskiego Towarzystwa Ludoznawczego: 1898-1998 (Polskie Towarzystwo Ludoznawcze. Oddział w Krakowie, Kraków, 1998; ISBN 83-909967-0-7)